# دانیلی پریرا دا سیلوا
دانیلی پریرا دا سیلوا (انگلیسی: Danielli Pereira da Silva؛ زادهٔ ۲۱ ژانویهٔ ۱۹۸۷) بازیکن فوتبال اهل برزیل است.
وی همچنین در تیم ملی فوتبال زنان برزیل بازی کرده‌است.